# Alto de Garajonay
Pour les articles homonymes, voir Garajonay.
L'Alto de Garajonay, ou simplement le Garajonay, est le point culminant de l'île de La Gomera, dans les îles Canaries, avec une altitude de 1 484 mètres. Il est situé sur le territoire de la commune de Vallehermoso.

## Géographie
Situé dans le parc national de Garajonay – auquel il a donné son nom et qui provient de la légende canarienne de Gara y Jonay –, au centre de l'île, le sommet de l'Alto de Garajonay s'élève à 1 484 mètres sur un petit plateau de 40 km2. 
Il est le résultat de la seconde période de volcanisme sur l'archipel survenue au Pliocène (il y a environ 5 à 2 millions d'années).
Le sommet est accessible par la route ou à pied par un sentier.